# Ankan
Cesarz Ankan (jap. 安閑天皇 Ankan tennō) — 27. cesarz Japonii według tradycyjnego porządku dziedziczenia.
Ankan panował w latach 531-536.
Mauzoleum cesarza Ankan znajduje się w Habikino w prefekturze Osaka. Nazywa się ono Furuchi no Takaya no oka no misasagi.